# Reseda barrelieri
Reseda barrelieri es una planta de la familia de las resedáceas.

## Descripción
Es una planta anual o perennifolia. Alcanza un tamaño de hasta 30-100 cm de altura, erecta, ramificado en la parte superior, glabro o papiloso. Las hojas basales de 140-210 × 30-40 cm, en roseta, pinnatisectas, con los segmentos enteros o raramente pinnatífidos, de margen plano o undulado, glabros o densamente papilosos, pecíolo en su parte inferior pectinado y resinoso; las medias y superiores, alternas, gradualmente de menor tamaño. Inflorescencia racemosa, densa, de 0,8-1,3 cm de ancho; brácteas 3-4 mm, linear-lanceoladas, caducas; pedicelos florales muy cortos, los fructíferos de 1-2 × 1,5 mm, gruesos y dilatados en el ápice. Sépalos 5-6, de 2-6 × 0,5-1,5 mm, persistentes. Pétalos 5-6, unguiculados, de limbo obovado, entero o trilobado, y uña cocleariforme, blanquecinos; los superiores, de 5-6 × 2,5-3 mm, con uña de longitud 1/3 de la del pétalo, de margen densamente papiloso, separada del limbo por una membrana transversal, papilosa; los laterales e inferiores, similares, pero de menor tamaño, con la uña de longitud 1/4-1/5 de la del pétalo y la membrana transversal menos aparente, o sin ella. Estambres (13)14- 16(17), igual o ligeramente más largos que los pétalos; filamentos persistentes, glabros; anteras 1-2,5 mm, elipsoidales, amarillas. El fruto es una cápsula de 10-20 × 3-5 mm, erecta, estipitada, tetrágona, ligeramente arqueada en la madurez, no contraída en el ápice y con 4 dientes, glabra o escasamente papilosa. Semillas de 1-1,2 mm, reniformes, negruzcas; testa con papilas cónico-capitadas, densamente dispuestas.

## Distribución y hábitat
Se encuentra en los bordes de caminos, derrubios, desmontes, barbechos, en suelos removidos o pedregosos, calcáreos, calcáreo-margosos o dolomíticos; a una altitud de 500-2000 metros e las Sierras del E y SE de la península ibérica, local en la vertiente sur de la cordillera Cantábrica y Trás-os-Montes (Vimioso), en España.

## Taxonomía
Reseda barrelieri fue descrita por Bertol. ex Müll.Arg. y publicado en Flora Italica, v. 32 
Citología
Número de cromosomas de Reseda barrelieri (Fam. Resedaceae) y táxones infraespecíficos: 
n=10
Sinonimia
- Reseda baetica (J.Gay ex Müll.Arg.) Lange
- Reseda barrelieri var. macrocarpa (Molero) Fern.Casas
- Reseda barrelieri var. sessiliflora (Pau) Valdés Berm.
- Reseda barrelieri subsp. sessiliflora (Pau) Aránega
- Reseda bipinnata var. baetica J.Gay ex Müll.Arg.
- Reseda macrostachya Lange
- Reseda macrostachya var. macrocarpa Molero
- Reseda sessiliflora (Pau) Pau
- Reseda suffruticosa subsp. baetica (Müll.Arg.) Malag.
- Reseda suffruticosa subsp. macrostachya (Lange) Malag.
- Reseda suffruticosa var. sessiliflora Pau[4][5]

## Nombres comunes
- Castellano: hopo de zorra, reseda mayor.[5]